# Corry Ammerlaan
Corry Ammerlaan-van Niekerk (Alphen aan den Rijn, 1947) is een Nederlands beeldhouwer en schilder.

## Leven en werk
Ammerlaan werd opgeleid aan de pedagogische academie en stond aanvankelijk voor de klas. Later ontwikkelde ze zich tot kunstenares. In haar werk staat de mensfiguur centraal, vaak in geabstraheerde vorm. Ze maakt werken voor de openbare ruimte, maar ook kleine plastieken, zoals jaarbeeldjes voor de CliniClowns (2002, 2003) of beeldjes voor het bedrijfsleven. Ze signeert met haar initialen: CAN. Ammerlaan is naast uitvoerend kunstenaar ook artistiek directeur bij het kunstcentrum Artihove.

## Werken (selectie)
- Samenwerking (1988), Heerlen
- De handdruk (1990), Pijnacker
- Spiegeling naar de toekomst (1995), oorlogsmonument, Zevenhuizen
- Met elkaar (2002), Lekkerkerk (ter nagedachtenis aan Corrie Nobel-van Vuren)
- standbeeld Pim Fortuyn (2003), Rotterdam
- Geborgenheid (2003), Wilnis
- De helpende hand (2005), Voorschoten
- Stap naar de toekomst, Bergschenhoek
- Een paraplu voor geborgenheid, Reeuwijk
- De handdruk, Halderberge

## Foto's

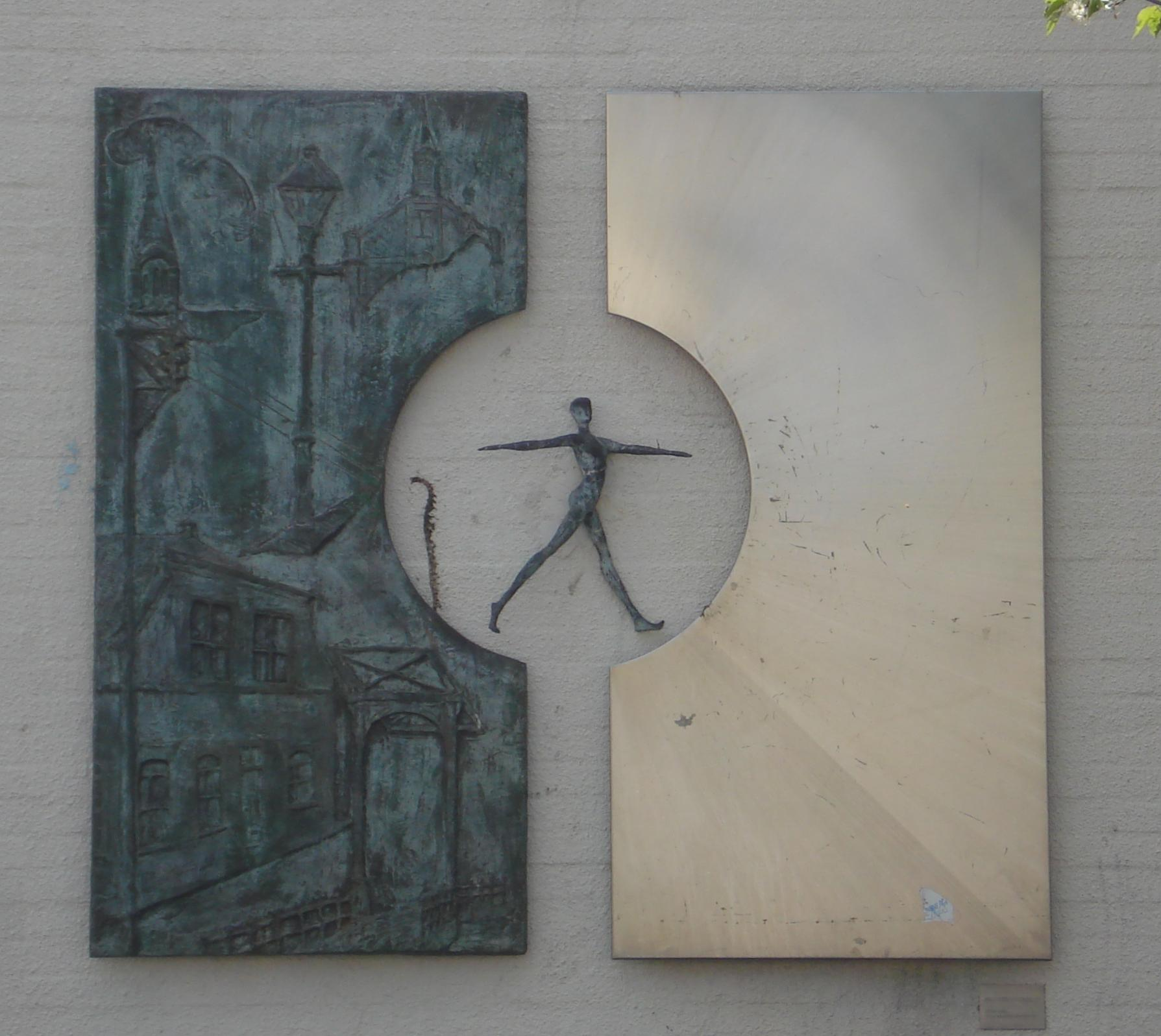
Stap naar de toekomst
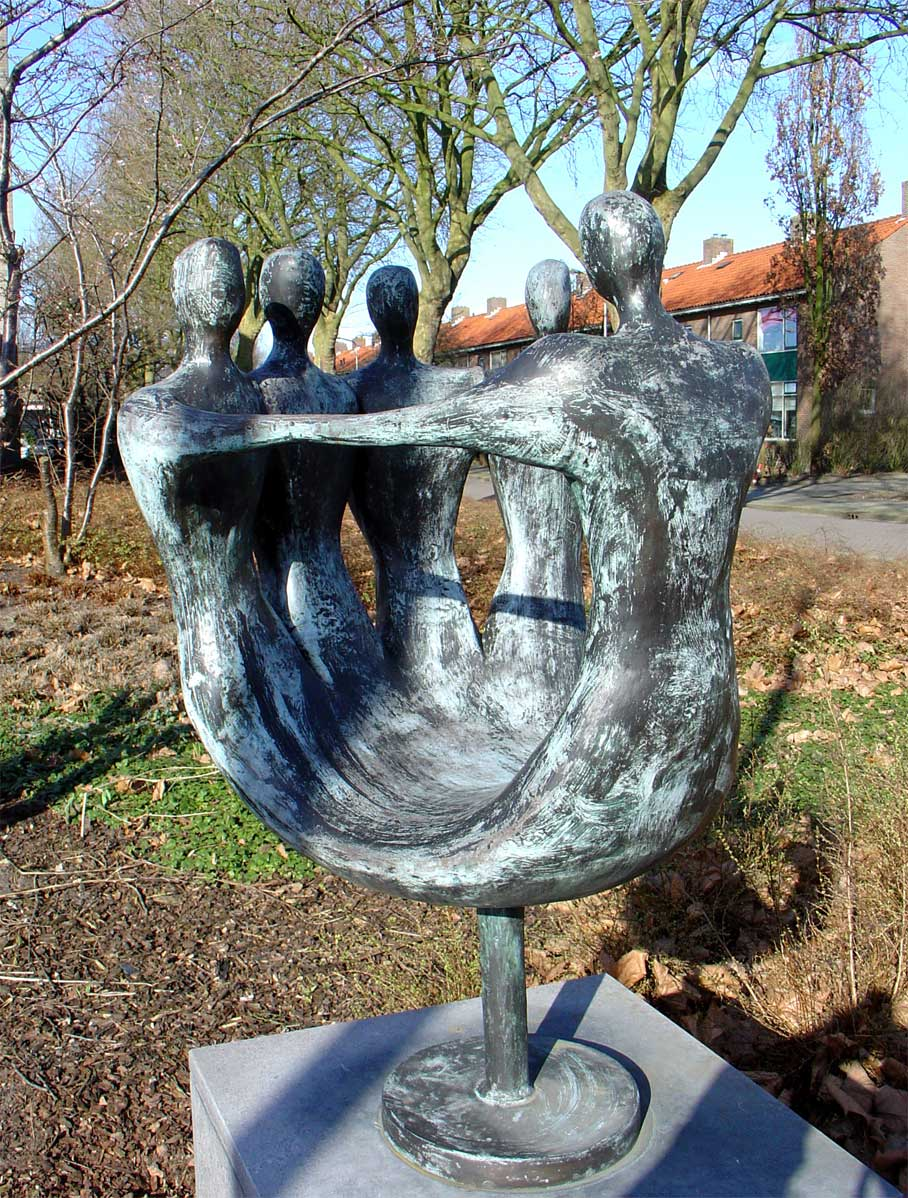
Met elkaar
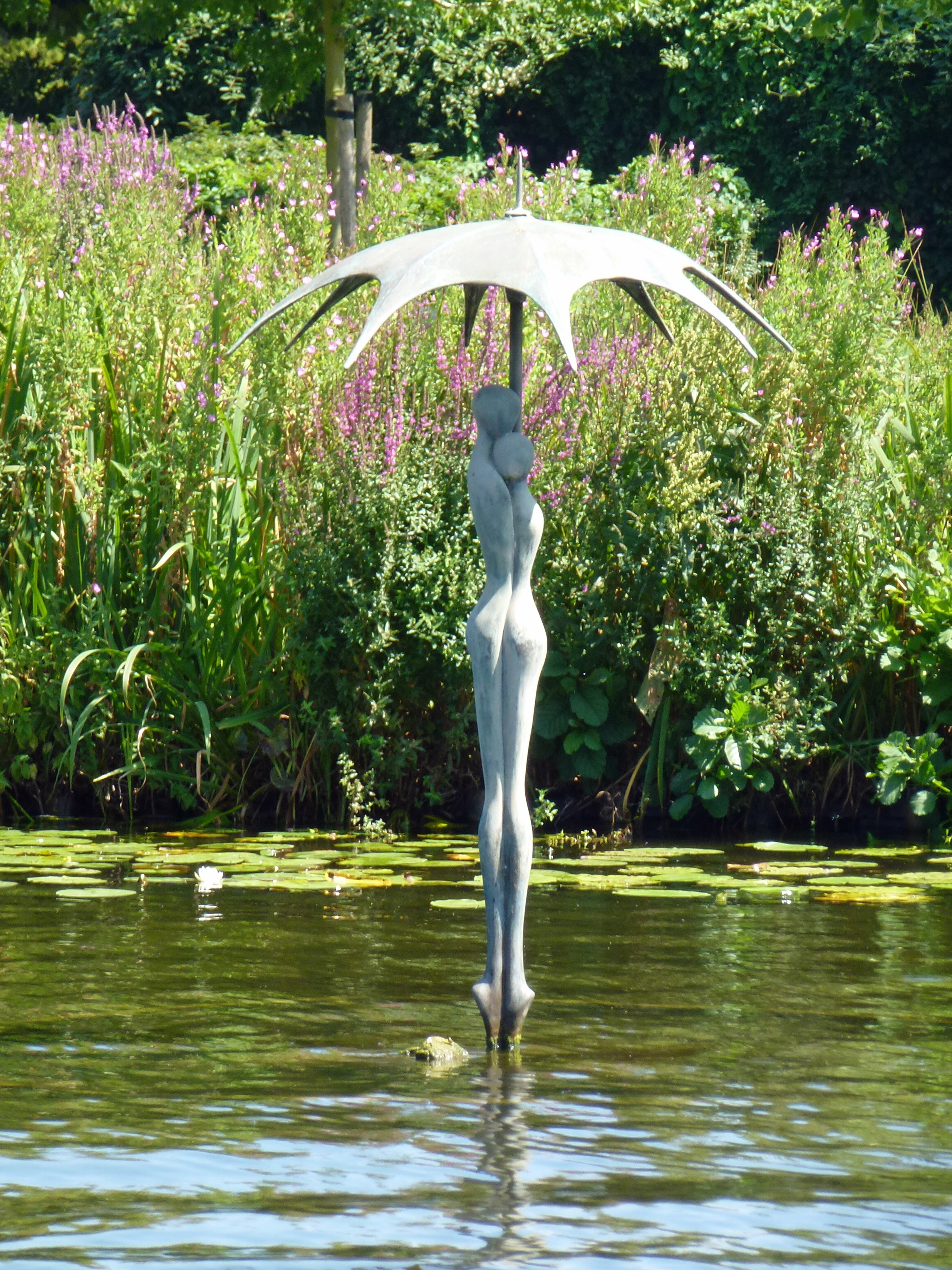
Een paraplu voor geborgenheid
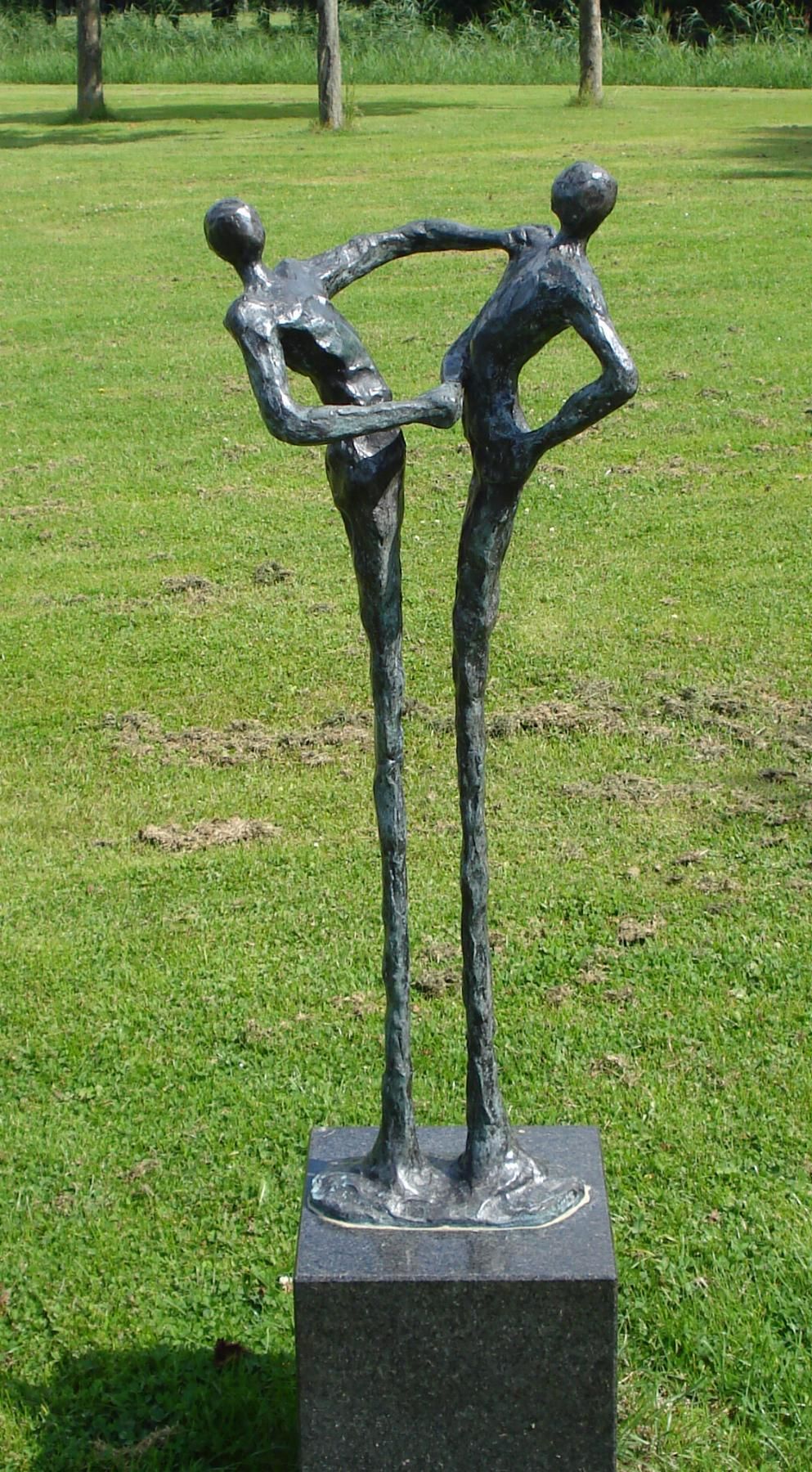
De handdruk
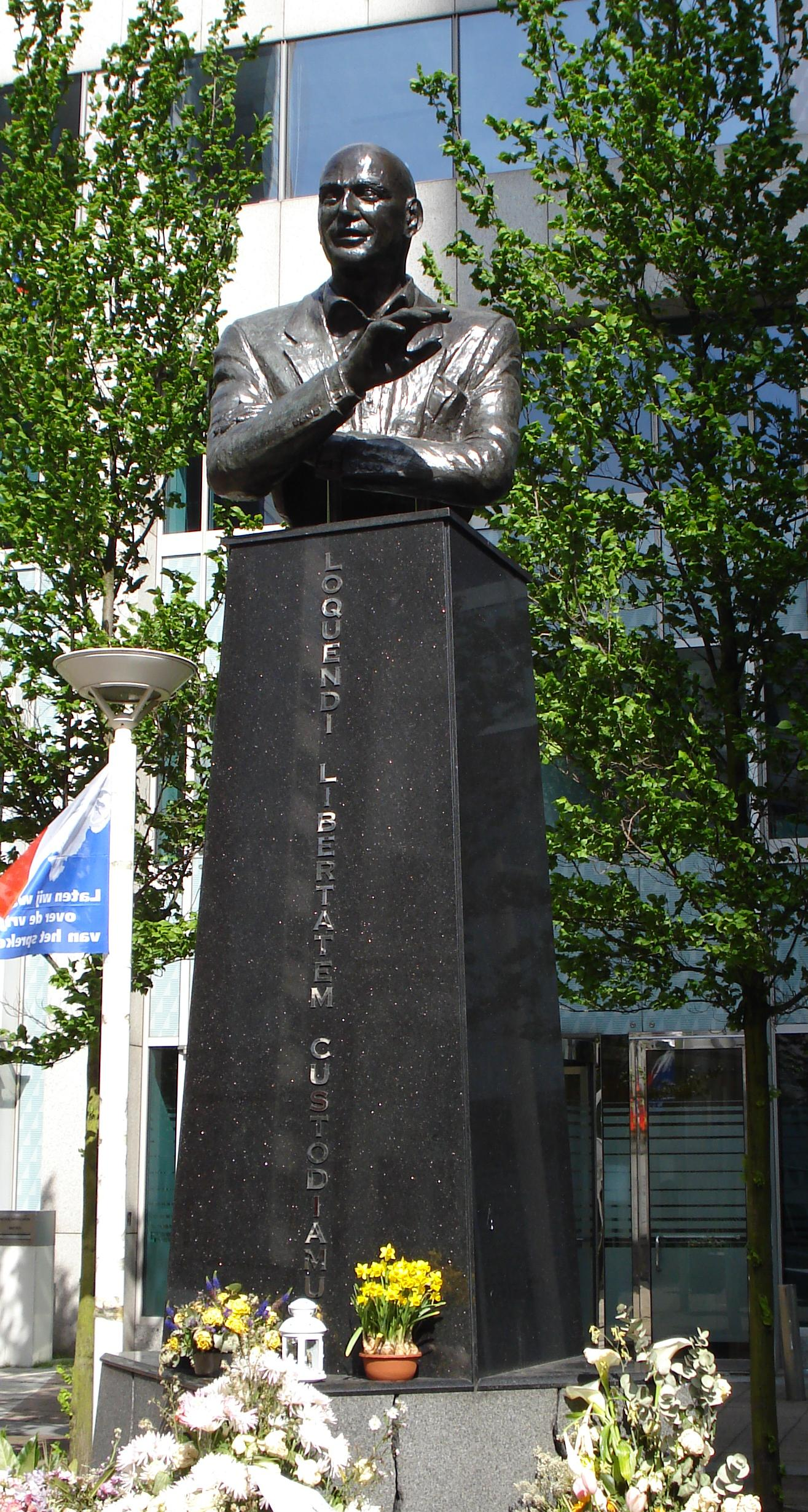
Pim Fortuijn
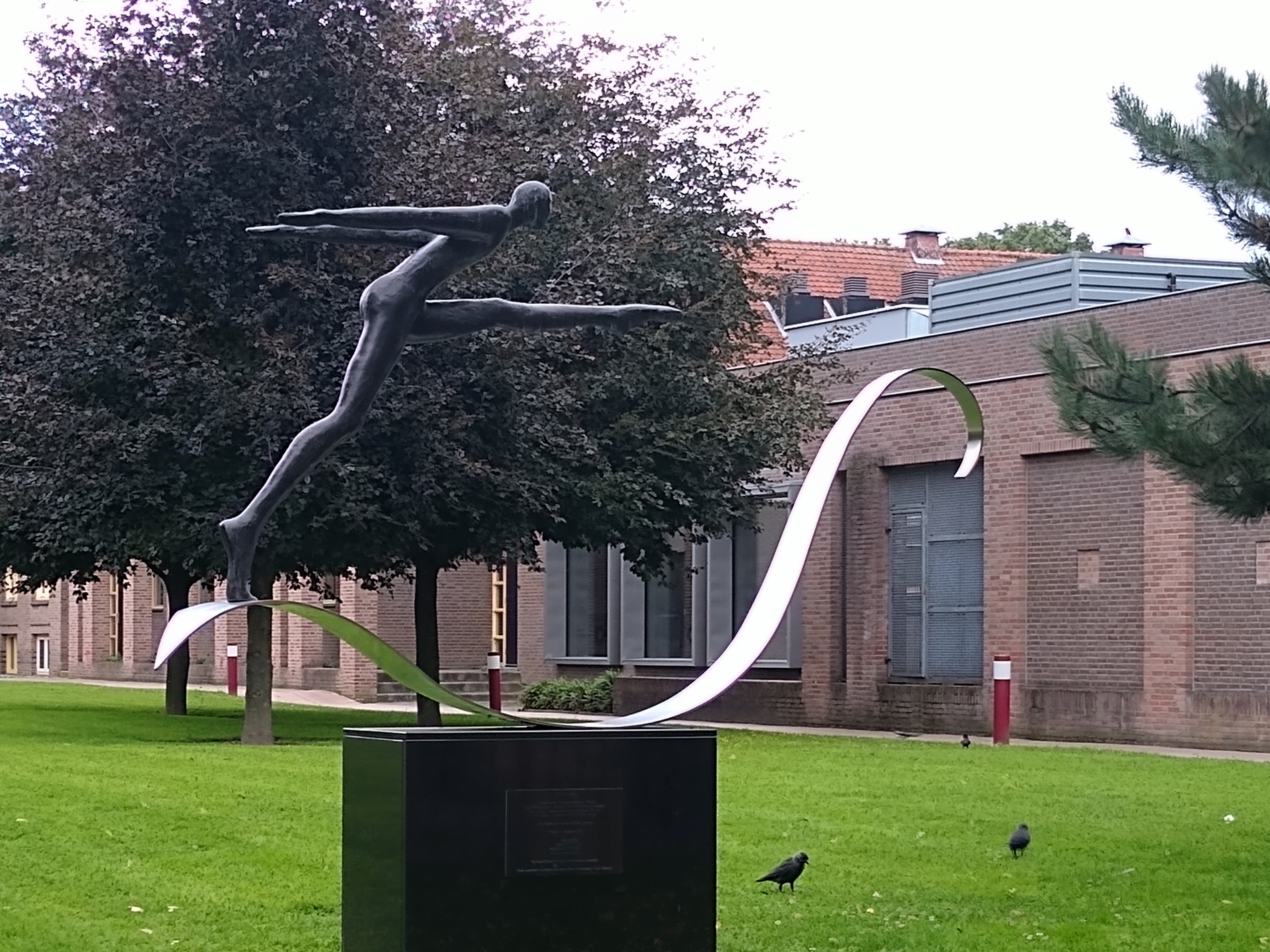
In tuin De Rooi Pannen, Tilburg
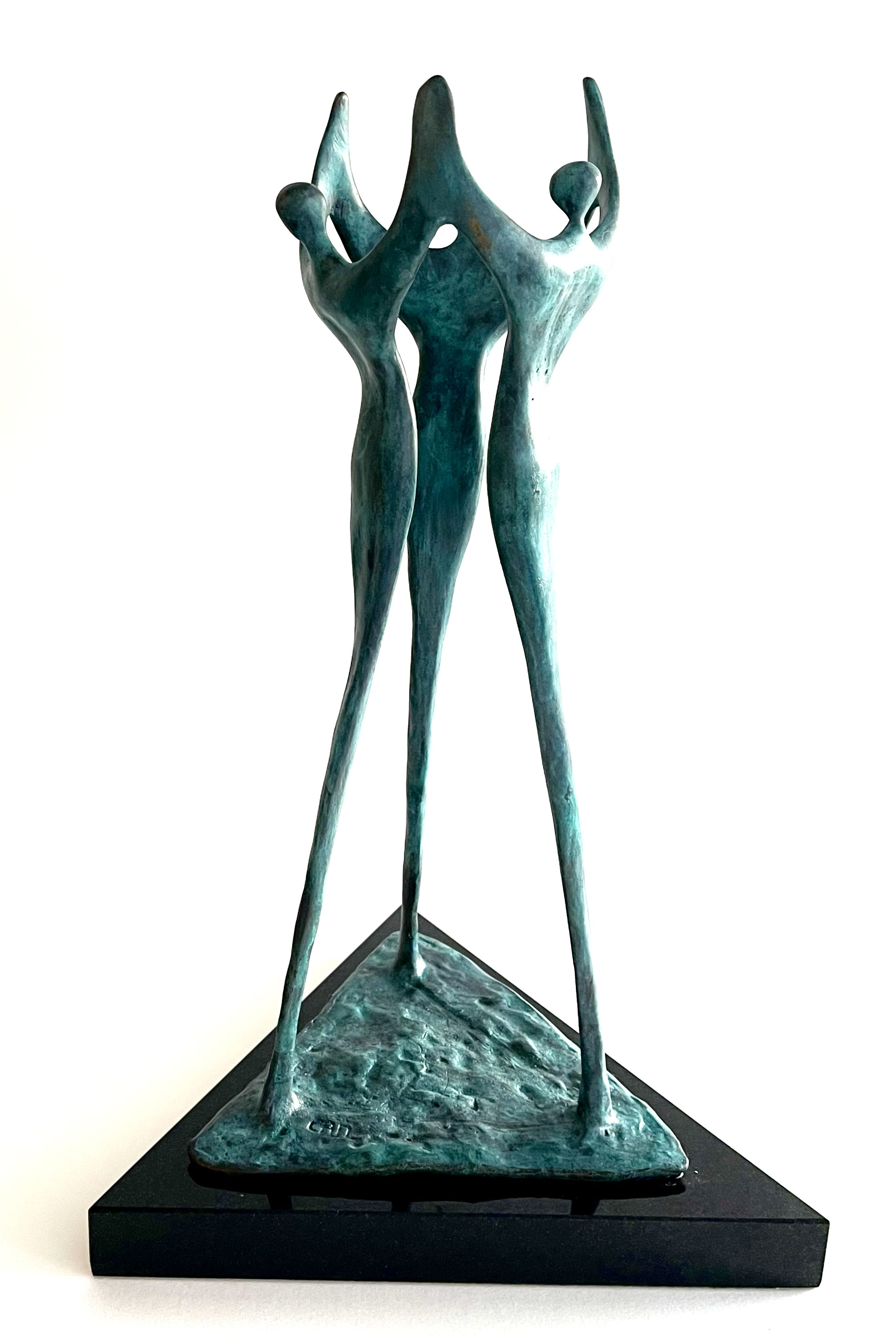
Sculptuur Samenwerking op niveau, gebruikt als prijs van Wikimedia Nederland aan individuen die zich verdienstelijk hebben gemaakt voor het beschikbaar stellen van open kennis.

- RKD-Nederlands Instituut voor Kunstgeschiedenis: 1555